# Su Gaoli
Su Gaoli (chinois simplifié : 苏高礼 ; chinois traditionnel : 囌高礼 ; pinyin : sū gāolǐ), né en 1937 dans le Xian de Pingding, province du Shanxi en République de Chine, aujourd'hui République populaire de Chine, est un peintre chinois.
Il a été enseignant à l'Académie centrale des beaux-arts de Chine.

## Biographie
Il naît en 1937 dans le xian de Pingding, dans le Shanxi. Après avoir terminé ses études de peinture à l'huile de l'Académie centrale des beaux-arts de Chine la peinture à l'huile, puis part pour l'Union soviétique.
À son retour, en 1966, il commence à enseigner à l'Académie centrale des beaux-arts de Chine, à Pékin.

## Œuvres
- (zh) 苏高礼, 中央美术学院素描教学, 吉林美术出版社,‎ janvier 2003, 126 p. (ISBN 9787538613803)
- (zh) 苏高礼, 米开朗基罗 : 世界大师素描技法, 中国文联出版公司,‎ 1992 (ISBN 9787505916265)